# 離散事件動態系統
離散事件動態系統（discrete event dynamic system）簡稱DEDS，是控制工程中的名詞，是指離散狀態、事件驅動的系統，其狀態演變完全和非同步離散事件出現的順序有關。離散事件動態系統類似連續變數動態系統（continuous-variable dynamic system, CVDS），但也有其特殊的離散狀態空間以及事件驅動的變換機制。
離散事件動態系統要探討的有：
- 自動機理論：有限狀態機（FSM）的數學模型，以及其所能解決問題的研究。
- 監督控制理論：自動合成監督器的方法，可以生成限制系統行為，儘可能滿足給定規格的監督器。
- Petri网：離散並列系統的數學表示法。
- 離散事件系統規格（英语：Discrete event system specification）：將離散事件系統規格化的作法。
- 布林微分（英语：Boolean differential calculus）：探討布林變數以及布林函數變化的布林代數。
- 马尔可夫链：分別狀態空間中經過從一個狀態到另一個狀態的轉換的隨機過程。
- 等候理論：研究服務系統中排隊現象隨機規律的學科。
- 离散事件仿真：將系統隨時間的變化抽象成一系列離散時間點上的事件，以此進行的仿真。
- 同時估計法：離散事件仿真中使用的技術，估計離散事件動態系統下，不同參數設定的效果。